# Mycetosoritis clorindae
Mycetosoritis clorindae is een mierensoort uit de onderfamilie van de Myrmicinae. De wetenschappelijke naam van de soort is voor het eerst geldig gepubliceerd in 1949 door Kusnezov.